# Mesoregione di Marajó
Marajó è una mesoregione dello Stato di Pará in Brasile.

## Microregioni
È suddivisa in 3 microregioni:
- Arari
- Furos de Breves
- Portel